# Ventura County FC
Il Ventura County FC, precedentemente conosciuto come LA Galaxy II, è un club calcistico professionistico statunitense con sedi a Los Angeles (California), e a Thousand Oaks (California), che disputa i propri incontri casalinghi presso il Dignity Health Track Stadium, impianto da 5.000 posti a sedere a Los Angeles, ed al William Rolland Stadium, impianto da 2.000 posti a sedere a Thousand Oaks. È una squadra affiliata al LA Galaxy.
Attualmente partecipa alla MLS Next Pro, campionato per squadre riserve/affiliate a team della Major League Soccer, al terzo livello della piramide calcistica statunitense.

## Storia
Il 29 gennaio 2014 venne annunciato che la franchigia di Major League Soccer dei LA Galaxy avrebbe schierato una formazione riserve nella USL Pro, campionato allora di terzo livello, allo scopo di colmare il gap presente tra le giovanili e la prima squadra del club. Il Galaxy divenne così la prima franchigia MLS ad operare la propria squadra riserve in un campionato USL. Ad essere nominato primo allenatore della neonata squadra fu Curt Onalfo in precedenza assistente allenatore della prima squadra.
La squadra esordì in un match ufficiale il 22 marzo 2014 sconfiggendo per 3-1 gli Orange County Blues. Alla prima stagione nella lega, il club chiuse la stagione regolare al terzo posto e superò ai quarti di finale dei playoff i Rochester Rhinos con il risultato di 2-1. Nell'incontro di semifinale contro il Sacramento Republic, però, il L.A. Galaxy II non riuscì a mantenere il doppio vantaggio maturato nel corso del primo tempo ed uscì sconfitto per 3-2, venendo così eliminato. Nella stagione successiva, Los Dos raggiunsero nuovamente i playoff: dopo aver eliminato Sacramento Republic, Orange County Blues e OKC Energy, in finale il L.A. Galaxy II, pur essendo in vantaggio fino ai minuti di recupero del secondo tempo regolamentare, fu però sconfitto dai Rochester Rhinos ai supplementari per 2-1.
La squadra ha raggiunto i playoff del campionato anche nel 2016, nel 2019 e nel 2020, venendo tuttavia eliminata al primo turno in tutte e tre le occasioni. Le stagioni 2021 e 2022, le ultime per la formazione californiana nella USL Championship, terminano entrambe all'11º posto nella Western Conference, mancando così l'accesso alla post season. Nella stagione 2023 passano ufficialmente nel nuovo campionato riserve della MLS, la MLS Next Pro, collocata al terzo gradino della piramide calcistica statunitense. A marzo 2024 la società ha annunciato un trasferimento parziale a Thousand Oaks (in California), ed un rebranding a Ventura County FC.

## Palmarès

### Altri piazzamenti
- USL Championship:

Finalista: 2015